# 卒業の日 (サスケの曲)
「卒業の日」（そつぎょうのひ）は、サスケのシングル。

## 概要
- ストリート時代から存在した曲。「卒業の日」楽譜も封入されている。

## 収録曲
1. 卒業の日